# شینیگامی

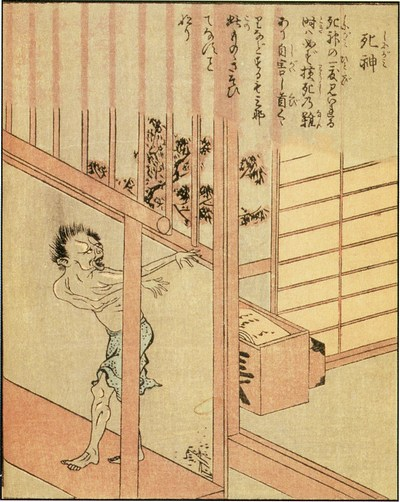
تصویرسازی شینیگامی در "داستانهای صد داستان" از Shunsensai Takehara.

شینیگامی (به ژاپنی: 死神 خدای مرگ یا روح مرگ) چهره بخشیدن به مرگ در فرهنگ ژاپن است. مشخّص نیست که این مفهوم در چه زمانی وارد فرهنگ ژاپنی شده است؛ امکان دارد این موضوع از فرهنگ چین وارد شده باشد یا اینکه در دوره سن‌گوکو از اروپا تأثیر پذیرفته باشد. این اصطلاح دو بار در نمایشنامه خودکشی‌های عاشقانه در آمیجیما اثر چیکاماتسو مونزائمون بیان می‌شود.
اصطلاح شینیگامی می‌تواند با اندکی مسامحه به هر گونه از اداره کنندگان مافوق طبیعی مقوله مرگ یا خدای مرگ هم اشاره کند. به نظر می‌رسد که این اصطلاح قدمتی نداشته باشد چون به هیچ‌کدام از خدایان مذهب شینتو تعلق ندارد و به ندرت هم در فولکلورها از آن استفاده شده است.
امروزه استفاده از این اصطلاح برای راهنمایان ارواح و دیگر موجودات فوق طبیعی در ارتباط با مرگ در مانگا و انیمه ژاپنی بسیار رایج است.